# Сальваторе, Роберт
Ро́берт Э́нтони Сальвато́ре (англ. Robert Anthony Salvatore; род. 20 января 1959) — итало-американский писатель-фантаст, наиболее известен своими романами по вселенным «Забытых Королевств» и «Звёздных войн».

## Биография
Роберт Сальваторе родился в Леминстере, штат Массачусетс. Во время учёбы в колледже он прочитал «Властелина Колец» Дж. Р. Р. Толкина, после чего заинтересовался литературой в жанре фэнтези. Он окончил университет со степенью бакалавра наук по коммуникациям, а позже стал бакалавром искусств по английскому языку. В 1982 году он начал писать фантастику, его первой работой был роман под названием «Эхо Четвёртой Магии», поначалу отвергнутый издательством. Книга была издана только в 1990, после того, как Сальваторе добился успеха трилогиями о тёмном эльфе.

### Forgotten Realms
Известность Роберту принесли книги по вселенной ролевых игр Forgotten Realms. Сальваторе участвовал в проекте литературы «Забытых Королевств» с самого его начала, уже первая его книга «Crystal Shard» имела немалый успех. На данный момент Сальваторе является самым известным и самым плодовитым автором, пишущим о «Забытых Королевствах»: на его счету более двух десятков романов и несколько сборников рассказов.
Большая часть этих книг посвящена самому известному персонажу Сальваторе — Дриззту До’Урдену, воину-дроу, отступнику своего народа, борющемуся за свои представления о добре и справедливости. По книгам о тёмном эльфе были нарисованы комиксы. Также написаны параллельные основному сюжету серии «Клерик» и «Sellswords». Издательство Wizards of the Coast, владелец прав на вселенную, назначило Сальваторе одним из главных редакторов этого сеттинга, под его руководством издаётся межавторская серия «Война Паучьей Королевы».

### Star Wars
Роберт Сальваторе также известен работами по вселенной «Звёздных Войн» — романом «Вектор-Прим», первой книгой в серии «Новый Орден Джедаев», и новеллизацией второго эпизода «Атака Клонов».
При работе над «Вектор-Прим» Сальваторе планировал «убить» кого-либо из главных героев, возможно даже Люка Скайуокера. Однако Джордж Лукас не дал санкции на столь кардинальный поворот сюжета, и Роберт получил указание «убить» Чубакку, одного из самых популярных персонажей вселенной. Многие поклонники решили, что Сальваторе принял это решение самостоятельно, после чего он стал получать угрозы.

### Другие серии
Творчество Роберта не ограничивается книгами о «Забытых Королевствах» и «Звёздных Войнах». Одна из наиболее известных его работ — серия «Demonwars» (Войны демонов), действие которой происходит в его собственном фантастическом мире. Серия насчитывает около десятка книг, также по ней была создана графическая новелла. Также среди книг Сальваторе — фэнтези-трилогия «Алая Тень» и трилогия Spearwielder’s Tales (Сказки Копьеносца) в духе иронической фантастики.

### Для компьютерных игр
В дополнение к романам Сальваторе написал сценарий для компьютерной игры Forgotten Realms: Demon Stone, вышедшей в 2004 на PlayStation 2, Xbox 360 и PC. Работа происходила в проектной группе в Stormfront Studios. Игра издана компанией Atari и номинирована на награды Academy of Interactive Arts & Sciences (AIAS) и BAFTA.
CDS books также поручил ему изменить четыре книги серии, основанных на онлайн-играх Everquest.
Роберт принял участие в создании игры Quake III Arena — он написал реплики для контролируемых компьютером ботов, — а также написал сюжет для компьютерной игры «Kingdoms of Amalur: Reckoning» (2012).

## Семья
Роберт женат, жена Диана, дети Брайан, Джино и Кейтлин. У Боба также был старший брат Гарри Сальваторе, который умер в 2000 году от рака. Всем своим родственникам Сальваторе часто посвящает книги. В семье Сальваторе живут три собаки и четыре кошки, носящие имена в честь персонажей его книг: Артемис, Иван, Гвенвивар и др.

### Забытые Королевства / Forgotten Realms

#### Сага о Дзирте До’Урдене
- Трилогия «Тёмный эльф» (the Dark Elf trilogy):
  - «Отступник» (Homeland, 1990) (Между 1297DR и 1328DR)
  - «Изгнанник» (Exile, 1990) (Между 1338DR и 1340DR)
  - «Воин» (Sojourn, 1991) (Между 1340DR и 1347DR)
- Трилогия «Долина Ледяного Ветра» (The Icewind Dale trilogy):
  - «Магический кристалл» (The Crystal Shard, 1988) (Между 1351DR и 1356DR)
  - «Серебряные стрелы» (Streams of Silver, 1989) (1356DR)
  - «Проклятие рубина» (The Halfling’s Gem, 1990) (Между 1356DR и 1357DR)
- Серия «Наследие дроу» (The Legacy of the Drow tetralogy):
  - «Тёмное наследие» (The Legacy, 1992) (1357DR)
  - «Беззвездная ночь» (Starless Night 1993) (1357DR)
  - «Нашествие тьмы» (Siege of Darkness1994) (1358DR)
  - «Путь к рассвету» (Passage to Dawn, 1996) (1364DR)
- Серия «Тропы тьмы» (The Paths of Darkness trilogy):
  - «Незримый клинок» (Silent Blade, 1998) (1364DR)
  - «Хребет мира» (Spine of the World, 1999) (Между 1365DR и 1369DR)
  - «Служитель кристалла» (Servant of the Shard, 2000) (1366DR) (теперь является частью трилогии «Наемные клинки»)
  - «Море мечей» (Sea of Swords, 2001) (Между 1369DR и 1370DR)
- Трилогия «Клинки охотника» (The Hunter’s Blades trilogy):
  - «Тысяча орков» (The Thousand Orcs, 2002) (1370DR)
  - «Одинокий дроу» (The Lone Drow, 2003) (1370DR)
  - «Два меча» (The Two Swords, 2004) (Между 1370DR и 1371DR)
- Трилогия «Наёмные клинки» (The Sellswords trilogy):
  - «Служитель кристалла» (Servant of the Shard, 2000) (1366DR)
  - «Заклятие Короля-колдуна» (Promise of the Witch King, 2005)(1370DR)
  - «Дорога патриарха» (Road of the Patriarch, 2006) (между 1370DR и 1371DR)
- Трилогия «Переходы» (The Transitions trilogy):
  - «Король орков» (The Orc King, Сентябрь 2007) (1371DR и 1471DR-пролог и эпилог)
  - «Король пиратов» (The Pirate King, Октябрь 2008)
  - «Король призраков» (The Ghost King, Октябрь 2009)
- «Невервинтер» (Neverwinter):
  - «Гаунтлгрим» (Gauntlgrym, 2010) (1409DR — пролог, действие после 1451DR)[7]
  - «Невервинтер» (Neverwinter, 2011) (1463DR)[8])
  - «Коготь Шарона» (Charon’s Claw, 2012)[8] (1463DR)
  - «Последний Порог» (The Last Threshold, 2013)(1466DR, 1484DR)
- «Раскол» (The Sundering):
  - «Компаньоны» (Companions, 2013) (1462DR, 1484DR — пролог и эпилог)
- «Кодекс компаньонов» (The Companion’s Codex):
  - «Ночь охотника» (Night of the Hunter, Март 2014)
  - «Восстание короля» (Rise of the King, Ноябрь 2014)
  - «Месть железного дворфа» (Vengeance of the Iron Dwarf, Март 2015)
- «Возвращение домой» (The Homecoming):
  - «Архимаг» (Archmage, Сентябрь 2015)
  - «Маэстро» (Maestro, Апрель 2016)
  - «Герой» (Hero, Октябрь 2016)
- «Поколения» (Generations):
  - «Вне времени» (Timeless, 2018)
  - «Без границ» (Boundless, Сентябрь 2019)
  - «Без пощады» (Relentless, Июль 2020)
- «Путь Дроу» (The Way of the Drow)
  - «Анклав звездного света» (Starlight Enclave, август 2021)
  - "Край ледника"(Glacier's edge, август 2022)
  - "Воин Ллос" (Lolth's warrior, август 2023)

#### Другие циклы
- Серия «Клерик» (Cleric quintet):
  - «Гимн Хаоса» (Canticle, 1991)
  - «Серебристые тени» (In Sylvan Shadows, 1992)
  - «Ночные маски» (Night Masks, 1992)
  - «Павшая крепость» (Fallen Fortress, 1993)
  - «Проклятие Хаоса» (the Chaos Curse, 1994)
- Серия «Война Паучьей Королевы» под редакцией Сальваторе (R. A. Salvatore’s War of the Spider Queen):
  - Ричард Ли Байерс — «Отречение» (Dissolution, 2002)
  - Томас Рейд — «Мятеж» (Insurrection, 2002)
  - Ричард Бейкер — «Приговор» (Condemnation, 2003)
  - Лиза Смедман — «Угасание» (Extinction, 2004)
  - Филип Этанс — «Уничтожение» (Annihilation, 2004)
  - Пол Кемп — «Возвращение» (Resurrection, 2005)
- Серия «Камень Тиморы» (Stone of Tymora):
  - «Попутчик» (The Stowaway, 2008)
  - «Маска тени» (The Shadowmask, 2009)
  - «Стражи» (The Sentinels, 2010)

### Звёздные войны
- «Вектор-прайм» (2000)
- «Звёздные Войны. Эпизод II: Атака клонов» (новелизация фильма)

### Другие произведения
- Трилогия «Хроники Яниса Эилля» (Chronicles of Ynis Aielle):
  - «Отголоски четвёртой магии» (Echoes of the Fourth Magic), 1990
  - «Дочь ведьмы» (The Witch’s Daughter), 1991
  - «Оплот тьмы» (Bastion of Darkness), 2000
- Истории копьеносца (The Spearwielders Tale):
  - «Убийца Драконов» (The Woods Out Back), 1993
  - «Кинжал дракона» (The Dragon’s Dagger), 1994
  - «Возвращение убийцы драконов» (Dragonslayer’s Return), 1995
- Трилогия «Алые тени» (The Crimson Shadow):
  - «Меч Бедвира» (The Sword of Bedwyr), 1994
  - «Рискованная игра Лютиена» (Luthiens Gamble), 1996
  - «Король-дракон» (The Dragon King), 1996
- Первая сага «Демонические войны» (The Demon Wars):
  - «Демон пробуждается» (The Demon Awakens), 1997
  - «Дух демона» (The Demon Spirit), 1998
  - «Демон-Апостол» (The Demon Apostle), 1999
  - «Проклятье Демона» (Mortalis), 2000
- Вторая сага «Демонические войны» (The Demon Wars):
  - «Восхождение самозванного принца» (Ascendance), 2001
  - «Тогайский Дракон» (Transcendence), 2002
  - «Последняя битва» (Immortalis), 2003
  - «Испытание огнём» (Trial by Fire), 2003
- «Сага первого короля» (Saga of the First King):
  - «Разбойник» (The Highwayman), 2004
  - «Древнейший» (The Ancient), 2008
  - The Dame, 2009
- «Тарзан: Эпические приключения»
- «The Accursed Tower», модуль для AD&D 2-й редакции
- «Forgotten Realms: Demon Stone», сценарий для компьютерной игры